# Priseaca
Priseaca è un comune della Romania di 1 886 abitanti, ubicato nel distretto di Olt, nella regione storica della Muntenia. 
Il comune è formato dall'unione di 3 villaggi: Buicești, Priseaca, Săltănești.